# Paradise, Hawaiian Style
Paradise, Hawaiian Style er en amerikansk film fra 1966. Filmen, hvis hovedrolle blev spillet af Elvis Presley, blev produceret af Hal B. Wallis på Paramount Pictures og med Michael D. Moore som instruktør.
Filmen blev indspillet 7. august til 30. september 1965 og havde premiere i Memphis, Tennessee den 9. juni 1966. Den havde dansk premiere den 26. december 1966. 
Paradise, Hawaiian Style var den 21. i rækken af film med Elvis Presley og den tredje – og sidste – som han indspillede på Hawaii, de to første var Blue Hawaii og Girls! Girls! Girls!. Filmen, hvis manuskript blev skrevet af Allan Weiss og Anthony Lawrence efter en historie af Allan Weiss, handler om en arbejdsløs pilot som starter et helikopterflyveselskab sammen med en kammerat. Sidegevinsten undervejs er en hel række problemer og en hel masse kærlighed, naturligvis tilsat en halv snes sange.
Den danske titel på Paradise, Hawaiian Style var Paradis på Hawaii.

## Rollefordeling
De væsentligste roller i Paradise, Hawaiian Style var således fordelt:
- Elvis Presley - Rick Richards
- Suzanna Leigh - Judy
- James Shigeta - Danny
- Donna Butterworth - Jan, Dannys datter
- Marianna Hill - Lani
- Irene Tsu - Pua

## Musik
Filmens sange er alle indspillet fra slutningen af juli til først i august 1965 hos Radio Recorders i Hollywood, Californien. Soundtracket blev udsendt samtidig med filmens premiere og hed, ligesom filmen, Paradise, Hawaiian Style. Det sidste nummer på pladen, "Sand Castles", var optaget til filmen men blev ikke brugt. Den optræder derfor på albummet som en "bonussang".
LP-pladen bestod af flg. numre:

### Side 1
- "Paradise, Hawaiian Style" (Bill Giant, Bernie Baum, Florence Kaye)
- "Queenie Wahine's Papaya" (Bill Giant, Bernie Baum, Florence Kaye)
- "Scratch My Back (Then I'll Scratch Yours)" (Bill Giant, Bernie Baum, Florence Kaye)
- "Drums Of The Islands" (Sid Tepper & Roy C. Bennett)
- "Datin'" (Fred Wise & Randy Starr)

### Side 2
- "Dog's Life" (Ben Weisman & Sid Wayne)
- "House Of Sand" (Bill Giant, Bernie Baum, Florence Kaye)
- "Stop Where You Are" (Bill Giant, Bernie Baum, Florence Kaye)
- "This Is My Heaven" (Bill Giant, Bernie Baum, Florence Kaye)
- "Sand Castles" (David Hess & H. Goldberg)

"Queenie Wahine's Papaya" og "Datin'", som blev indspillet hhv. 27. juli og 26. juli 1965 er duetter, hvor Elvis synger sammen med den 10-årige Donna Butterworth. Donna Butterworth sang endvidere i filmen – som solist – sangen "Bill Bailey, Won't You Please Come Home" (tidligere sunget af bl.a. Brenda Lee). Paradise, Hawaiian Style blev Donna Butterworths sidste film.
"Scratch My Back (Then I'll Scratch Yours)" var en duet mellem Elvis Presley og Marianna Hill og blev indspillet 26. juli 1965.

## Andet
Elvis Presley og Tom Jones traf for første gang hinanden under indspilningen af Paradise, Hawaiian Style, idet Tom Jones aflagde et besøg i Elvis' lejr.